# Баопу-цзи

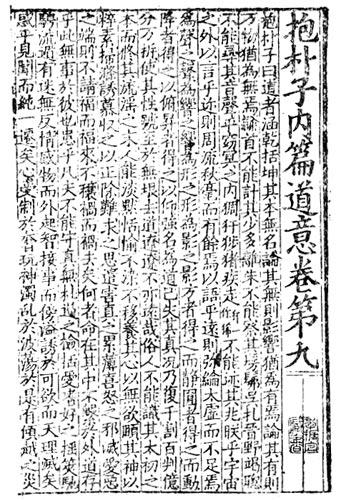
Перша сторінка дев'ятого розділу «Баопу-цзи»

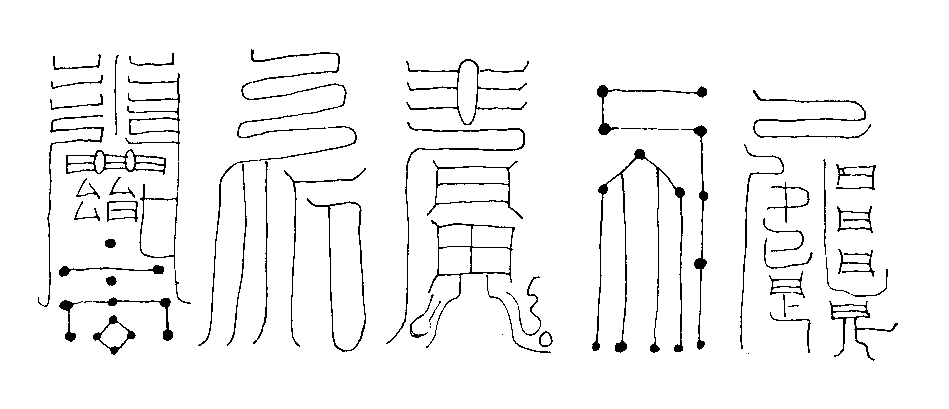
Laojun rushan fu 老君入山符 — амулет Лао-цзи для походу в гори, сімнадцятий розділ «Баопу-цзи»

Баопу-цзи (кит.: пін.: Bàopǔzǐ — тр.: 抱樸子,  спр.: 抱朴子) — даоський енциклопедичний трактат, написаний близько 320 року Ґе Хуном, де були зібрані знання з сотень розрізнених творів школи «Саньхуанвень». Дані супроводжуються критичними коментарями Ґе Хуна.
Баопу-цзи означає «Мудрець, що охоплює первісну простоту» або «Мудрець, що охоплює первісність» — літературний псевдонім Ґе Хуна. Трактат написаний у формі, призначеній для широкого кола освічених читачів, певно, з метою залучити аристократію до даосизму. Саме за рахунок популярності викладу праця була добре зрозумілою нащадкам і високо цінувалася за пізніх часів.

## Зміст
Трактат складається з внутрішньої та зовнішньої частин. Спочатку була написана зовнішня частина, що містить конфуціанські міркування та витримана у традиційно-конфуціанському дусі. Потім з'явилася внутрішня частина, яка присвячена виключно даосизму. Такий поділ здався Ґе Хуну доцільним — він вважав даосизм коренем, а конфуціанство — зовнішнім проявом. Найбільший інтерес представляє внутрішня частина, що містить докладний огляд різних даоських практик і поглядів, причому акцент робиться на практичних методах.
Суворо критикується «філософський даосизм», який прийшов разом із біженцями півночі, за його непрактичність та відсутність прямих прикладних знань. Насамперед йдеться про школу Сюань-сюе, яку представляли Ґо Сян та Ван Бі.

### Загальнофілософські проблеми
1, 9, 18 розділи присвячені традиційним для філософського даосизму питанням онтології. За оцінкою перекладача Євгена Торчинова, Ґе Хун в основному повторює положення з «Хуайнань-цзи» (ІІ століття до н. е.).

### Про можливість досягнення безсмертя
Цій темі присвячені 2, 3, 5 розділи трактату. Ґе Хун полемізує з популярною точкою зору про неможливість безсмертя, наводячи емпіричні та логічні аргументи, які показують, що воно все-таки можливе. При цьому він наводить численні історичні приклади та авторитетні джерела свого часу.
Примітивне уявлення, що все має свій кінець, він спростовує, наводячи приклади, коли сталі поняття виявлялися хибними.
На питання, чому ніхто досі не бачив безсмертних, Ґе Хун відповідає, що у безсмертних життєві інтереси зовсім не схожі на інтереси звичайних людей, вони не цікавляться багатством, славою, гарними будинками, прикрасами; вони живуть в інших світах, а якщо і потрапляють у суспільство, то виглядають як простолюдини, не привертаючи уваги.
Невдачі пошуків безсмертя, здійснених імператорами минулого (таких як Цінь Ши Хуан-ді та У-ді ) він пояснює тим, що спосіб життя імператорів, коли вони несуть відповідальність за всіх, не відповідає способу життя пустельника; імператори не можуть собі дозволити тривалих постів, тиші, самотності. Навпаки, вони ведуть війни, організовують прийоми, п'ють вино, розважаються з наложницями, що несумісне з життям, яке треба вести, аби досягти безсмертя.
Ґе Хун аналізує феномени довголіття тварин (черепаха і журавель за уявленнями на той час є безсмертними), він робить висновок, що вміння літати або впадати в зимову сплячку не є обов'язковими умовами досягнення безсмертя; важливо правильно дихати (живлячись повітрям), що можуть робити багато тварин. Ґе Хун не закликає сліпо наслідувати тварин, але вважає їх вивчення так само необхідним, як і вивчення прийомів гімнастики ціґун (веньянь 導引), яка сприяє довголіттю.
Далі Ґе Хун аналізує випадки надзвичайного довголіття серед людей. Існують земні та небесні безсмертні. Деякі безсмертні не хочуть піднятися на небо, бо звикли до земного існування. Пен Цзу, наприклад, стверджував, що всі посади в небесній канцелярії зайняті, і новим небожителям дістається дуже важка робота, тому не всі безсмертні прагнуть негайно піднестися на небо. Земні безсмертні приймають зілля тільки наполовину, а через кілька сотень або тисяч років — решту і підносяться, лише тоді вони обростають пір'ям і можуть літати.
Спростовуючи докази про смертну природу людини, Ґе Хун говорить про досягнення медицини, показуючи, що навіть прості та невигадливі методи можуть суттєво продовжити життя; наводить приклади відомих людей, які жили 100-200 років, зберігаючи здоров'я та бадьорість через використання можливостей лікування. Він згадує також про успіхи хірургії та розповідає про внутрішні операції.
Обов'язковою умовою досягнення безсмертя є накопичення заслуг. Усі добрі і злі дії фіксуються у Книзі Доль. Щоб мати можливість стати земним безсмертним, треба накопичити 300 добрих діянь, а щоб стати небесним безсмертним — 1200. Одне зле діяння перекреслює всі досягнення, і накопичення добрих вчинків слід розпочинати спочатку. Тільки накопичивши добрі дії можна приступати до прийняття зілля.

### Зовнішня алхімія
4, 11, 16 розділи присвячені різним проблемам зовнішньої алхімії. Найбільш відомий четвертий розділ з описом усіляких еліксирів. 11 розділ пов'язаний з фармакологією та ліками, 16 — з виготовленням золота.
Безпосередньо перед написанням «Баопу-цзи»  Китаєм пройшлася смута, гуни зайняли по черзі обидві столиці — Лоян і Чанань, величезна кількість біженців ринули з півночі на південь. Ґе Хуну вдалося поговорити з багатьма даосами півночі, і він з подивом виявив, що вони не в курсі основних положень теорії безсмертя, їхні книги багатослівні, але не практичні, а поняття «золотого еліксиру» їм незнайоме.
Ґе Хун зазначає, що органічні речовини, трави, коріння, плоди вкрай нестійкі, вони розсипаються, схильні до гниття і розкладання, і тому не годяться для досягнення безсмертя. Він каже, що зіллями рослинного чи тваринного походження можна продовжувати життя до двохсот років, але далі — вже вкрай важко. Вічні тільки мінерали — він описує, як кіновар зазнає хімічних перетворень, утворює ртуть (рідке срібло) і потім за допомогою зворотної реакції повертається назад, як золото може зберігатися тисячі років, не піддаючись корозії, і робить висновок, що тільки зілля на мінеральній основі можуть гарантувати безсмертя, при цьому «золотий еліксир» (поєднання золота і кіноварі) — безумовно, найкращий вид зілля. Далі наводяться конкретні рецепти еліксиру на базі кіновару та різних мінеральних реактивів, які гарантують безсмертя іноді за кілька днів, а іноді за кілька місяців, даруючи адепту різні дивовижні властивості. Деякі рецепти докладно описані, від деяких є тільки назва.
Використання миш'яку, ртуті, сірки, свинцю роблять приготовані еліксири сильнодіючими отрутами. Прийняття цих отрут мікроскопічними дозами нерідко надає сприятливий вплив на організм, з'являється ясність свідомості та відчуття легкості, якісь хвороби зникають. Деякі  симптоми отруєння сприймаються як позитивні ознаки дії еліксиру. Тривале прийняття або збільшення доз призводять до смерті, при цьому труп консервується і тривалий час не розкладається. Це називається «звільнення від трупа» і є ознакою одного з типів «безсмертя».
Рецепти, як правило, складаються з дорогих та рідкісних компонентів. Коли в Китаї панує смута, дуже важко добути компоненти з усіх кінців країни. Крім того, речовини повинні бути високочистими, для приготування зілля потрібно відокремлене місце, вогонь слід підтримувати у суворій кондиції іноді місяцями. Як альтернативу Ґе Хун наводить приклад рецепта, для якого треба набрати золота загальною вартістю 400 000 золотих монет, і розчиняти його в оцтовій есенції, щоб отримати зілля для восьми чоловік. Якщо кількість речовини менша критичної — нічого не вийде, хоча зілля приймається мікроскопічними порціями. Вчитель Ґе Хуна Чжен Інь, та й сам Ґе Хун особисто не мали достатніх коштів для приготування зілля.
Ряд рецептів використовують виключно мінерали, інші — соки рослин, мед, жир, вино, пташине пір'я, заячу кров та інші органічні компоненти. Значна кількість рецептів будуються на основі кіновару чи золота. Як «алхімічне золото» нерідко мають на увазі сірчисте олово, яке більш тверде.
Ґе Хун розглядає також і інші компоненти: реальгар, слюду, срібло, природний нефрит (необроблений), гриби-чжи (до яких зокрема відносяться: скам'янілості, сталактити, сталагміти та деревні гриби), смоли, мед, корисні рослини (з яких особливо цінується спаржа) та інші. Еліксири з рослинних компонентів лише продовжують життя (іноді на кілька тисяч років), але не дають безсмертя. Важливим критерієм є збереження компонента — якщо він за тисячі років не розкладається, не зазнає корозії і зберігає свою сутність, він може приносити безсмертя.
Прийняття еліксирів супроводжується галюцинаціями та набуттям різних чудесних здібностей. Тіло стає легким, іноді можна літати. За безсмертними приходять нефритові діви, приїжджає кухня з різними стравами.
Готуючи еліксир, треба обов'язково приносити жертви духам і спиратися на їх підтримку. Зілля можна приготувати лише у великих горах, де достатньо захисту від допитливих людей та багато серйозних духів, які можуть допомогти. У малих горах духи злі, і вони тільки заважатимуть. Категорично не можна передавати рецепти стороннім і вихвалятися, інакше приготування еліксиру не вийде. Слід побоюватися пристріту, який приносять кури, собаки, жінки та діти.

### Самітництво
17 розділ описує життя самітника-даоса, який йде в гори. У горах він зустрічається з численними духами, бісами, перевертнями, які підлаштовують адепту всілякі підступи, не даючи ні на мить займатися даоськими практиками. Глава дає поради про перебування даосів у горах, про способи розпізнавання перевертнів та спілкування з духами. У цьому розділі йдеться також про амулети і талісмани.
Окрім духовних і містичних аспектів описуються також елементарні навички виживання в горах, дикі звірі і змії, протиотрути і дії у випадку укусу змії.

### Про даоські книги та амулети
У 19 розділі наводиться перелік із кількох сотень даоських творів. Особливо цінуються Письмена трьох августійших (Саньхуанвень). Значна частина перерахованих творів втрачена, проте їх назви перегукуються зі змістом "Баопу-цзи", з чого можна судити, що зміст трактату подекуди спирається на ці твори. У біографічному нарисі Ґе Хун розповідає про свого вчителя і про його збирання та переписування книг.
Окремо розповідається про відомі амулети та спосіб поводження з ними. Ґе Хун звертає увагу на акуратність складання амулета, і каже, що справжніх майстрів, які вміють читати та складати амулети, практично не залишилося.

### Інші глави
9-ий розділ присвячений критиці народних забобонів та «непристойних культів». Автор вважає обманом і шарлатанством криваві підношення духам, шаманізм та моління духам. Він вважає за краще використовувати ліки і сподіватися на себе, стверджує, що духи марні у вирішенні конкретних людських проблем. Ґе Хун закликає владу переслідувати і страчувати шарлатанів та лідерів непристойних культів, які лише збагачуються, не приносячи жодної користі пацієнтам.
14 та 20 розділи розповідають про необхідність знаходження справжнього даоського вчителя та наводить приклади численних брехунів.
10 і 12 розділи говорять про співвідношення даосизму та конфуціанства.

### Про літальні апарати
Невелика частина 15 розділу містить ідею побудови «літального воза» із серцевини стовбура жужуби із загостреними лопатями, що кріпляться на смугах бичачої шкіри. Опис цієї конструкції супроводжується спостереженнями, як шуліка і яструб, піднімаючись, не махають крилами, а планують, розпластавши крила, від чого повітря стає міцним.